# Angolalärka
Angolalärka (Amirafra angolensis) är en fågel i familjen lärkor inom ordningen tättingar.

## Utseende
Angolalärkan är en medelstor, satt lärka med lång och kraftig näbb och fjällig undersida. Den är gulbrun i ansiktet, på ögonbrynsstrecket och undersidan, med tunna streck på övre delen av bröstet. En kort rostfärgad huvudtofs kan resas. I flykten syns vita yttre stjärtpennor. Jämfört med savannlärka och dess släktingar är den mindre och mörkare, medan den är större än kanellärkan, med kraftigare näbb och ljusare undersida.

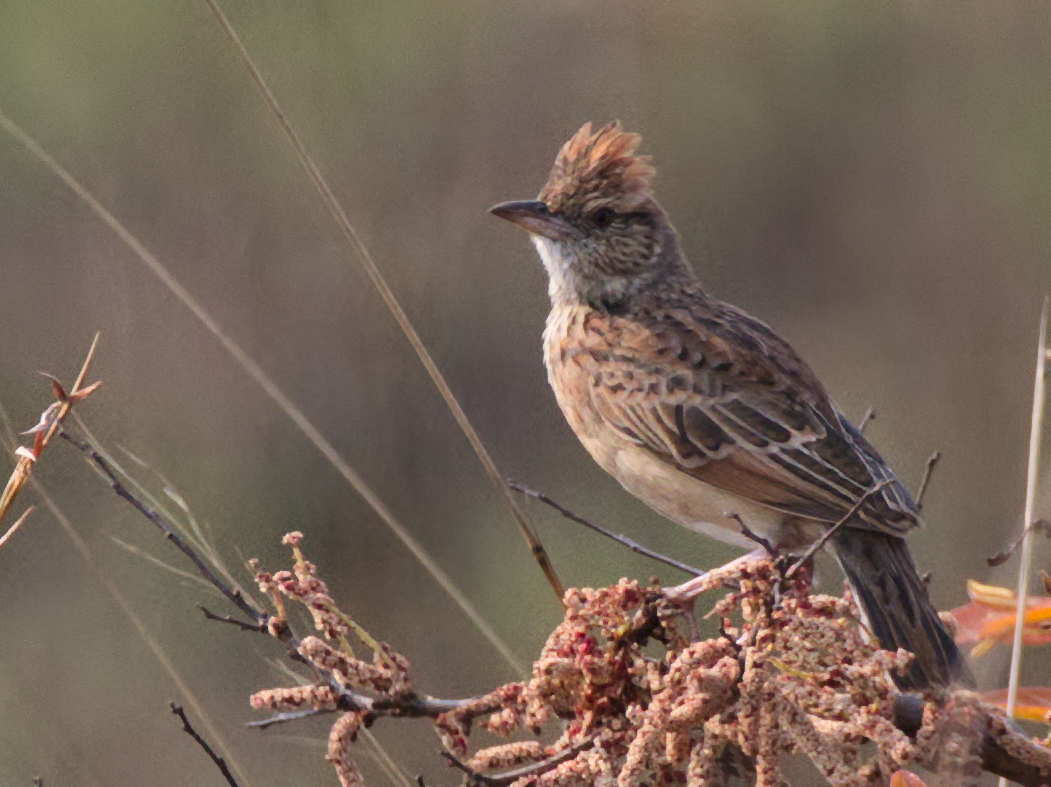

## Utbredning och systematik
Angolalärka delas in i tre underarter med följande utbredning:
- Amirafra angolensis angolensis – förekommer i norra och västra delen av centrala Angola
- Amirafra angolensis antonii – förekommer i östra Angola till södra Demokratiska republiken Kongo och nordvästra Zambia
- Amirafra angolensis marungensis – förekommer i sydöstra Demokratiska republiken Kongo (Marungu Plateau)

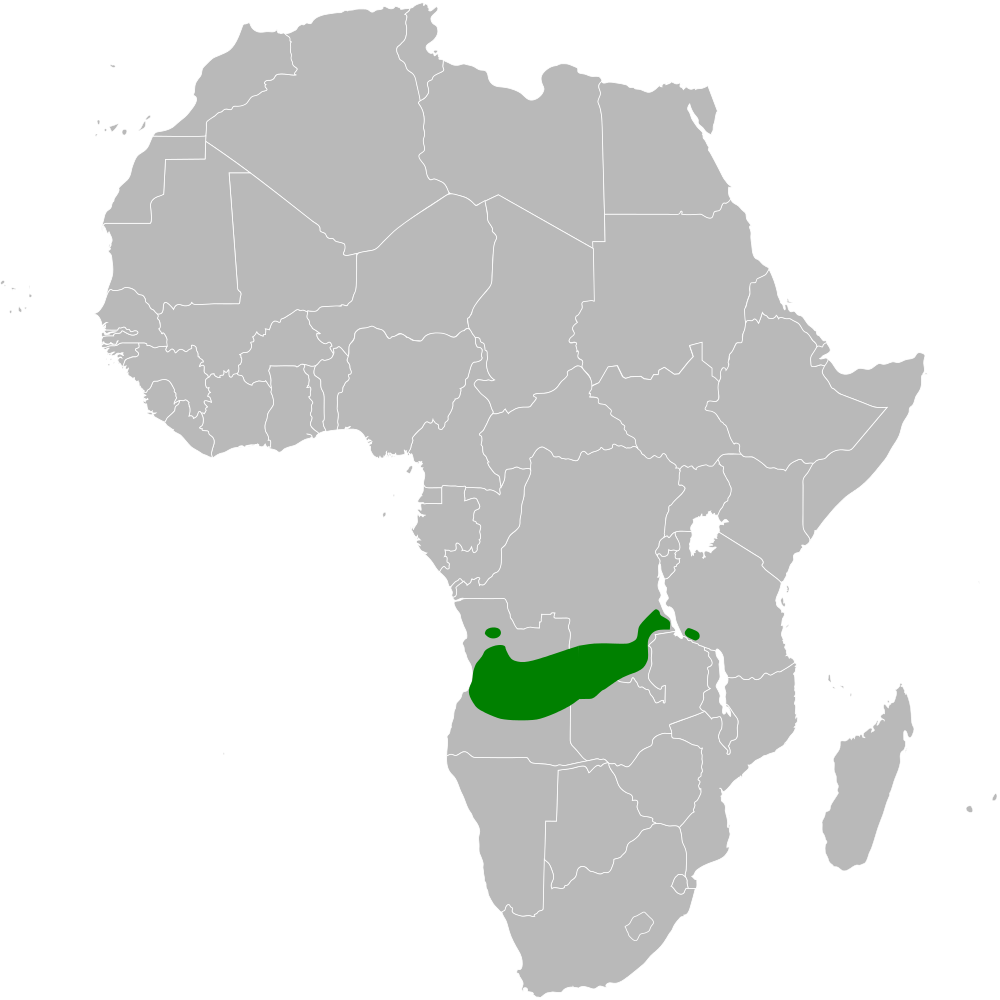

### Släktskap och släktestillhörighet
Trots likheten till savannlärka och dess släktingar visar studier att angolalärkan är systerart till kanellärkan. Senare studier från 2023 visar att släktet Mirafra kan delas upp i fyra klader som är förhållandevis gamla, äldre än flera andra släkten i familjen. Författarna rekommenderar därför att Mirafra delas upp i flera släkten, där angolalärka, kanellärka och även halsbandslärka lyfts ut till Amirafra. Denna linje följs här.

## Levnadssätt
Angolalärkan är lokalt vanlig i bergsbelägna gräsmarker, dambos och fuktängar. I spelflykten stiger hanen 25 meter upp i luften och sjunger samtidigt en melodisk sång som rullar upp och ner i tonhöjd, för att sedan falla med stela vingar ner till marken. Den kan också höras från tuvor och jordhögar, varifrån den flyger kort, lågt och hoppande och samtidigt klappar med vingarna. Arten kan också härma andra fåglar. Även ett högljudd läte återgivet i engelsk litteratur som "tew-chi-chi-tew" kan höras.

## Status och hot
Arten har ett stort utbredningsområde och en stor population, men tros minska i antal till följd av habitatförlust, dock inte tillräckligt kraftigt för att den ska betraktas som hotad. Internationella naturvårdsunionen IUCN kategoriserar därför arten som livskraftig (LC). Världspopulationen har inte uppskattats men den beskrivs som lokalt vanlig.